# Pyroelektrický jev
Pyroelektrický jev je schopnost některých krystalů generovat elektrický náboj při změně teploty. Je obdobou piezoelektrického jevu, při němž vzniká elektrický náboj na povrchu krystalu při mechanickém stlačení.
V nevodivých pevných krystalických látkách způsobuje změna teploty deformaci krystalové mřížky. U látek s vhodnými vlastnostmi vzniká elektrický náboj mezi chladnější a teplejší částí krystalu. U látek s jedinou polární osou symetrie se změnou teploty vytvoří dipólový moment, který je zodpovědný za vznik elektrického napětí. Všechny pyroelektrické materiály mají též piezoelektrické vlastnosti, avšak jen některé materiály s piezoelektrickými vlastnostmi vykazují též vlastnosti pyroelektrické, neboť pyroelektřina má vyšší nároky na asymetrii krystalu.
Jev je znám již od 17. století, kdy byl pozorován na krystalu turmalínu. Ten při vhození do horkého popela nejprve jeho částečky přitahuje a později, po ohřátí, naopak odpuzuje. Pyroelektrický jev na krystalech ledu v kumulonimbech je též podstatou vzniku elektrických výbojů (blesků) při bouřce.
Opačným dějem je elektrokalorický jev, při němž se vložením krystalu elektrického pole mění jeho teplota.